# Департамент полиции Сан-Франциско
Департамент полиции Сан-Франциско (англ. San Francisco Police Department, сокращённо SFPD) — городское управление полиции Сан-Франциско и международного аэропорта Сан-Франциско в некорпоративном округе Сан-Матео.

## Описание
SFPD вместе с пожарной службой Сан-Франциско и департаментом шерифа Сан-Франциско обслуживает примерно 1,2 миллиона человек, включая прибывающих на пригородных поездов и тысячи туристов во втором по плотности населения большом городе на США. В 2000 году это было 11-е по величине полицейское управление США. SFPD был вовлечён в многочисленные споры, связанные с коррупцией и расовой дискриминацией. В отчёте Министерства юстиции США от 2016 года сделан вывод о значительном расовом предубеждении в отношении афроамериканцев со стороны SFPD.

### Ранговая структура
| Название               | Шеврон |
| ---------------------- | ------ |
| шеф полиции            |        |
| заместитель шефа       |        |
| помощник шефа          |        |
| коммандер              |        |
| капитан полиции        |        |
| лейтенант полиции      |        |
| сержант полиции        |        |
| инспектор полиции      |        |
| заместитель инспектора |        |
| офицер полиции         |        |